# Af Tibell
Släkten af Tibell var en svensk adlig och friherrelig ätt som tidigare hette Tibell.
Som stamfader för ätten anger Gabriel Anrep kyrkoherden Petrus Jonae Cassiopaeus som även är stamfader för flera andra släkter som Aurivillius, Tibelius, Kidronius. Petrus Jonae Cassiopaeus bevittnade Uppsala möte 1593. Hans sonson upptog släktnamnet Tibelius efter Tibble där fadern var kyrkoherde och där han var född. Dennes son var Johan Tibell som var assessor och gift två gånger. Första hustrun var Anna Catharina Plato vars mor Elisabeth Grubb var syster till Grubbensköld och stammödrar till ätterna Nordenfelt, Heerdhielm och Leijonflycht samt via mödernet släkt med Broman. Andra hustrun var släkt med den förra, Maria Elisabeth Dahl, vars mor Catharina Norijn var syster till dem som adlades med namnen Nordenfelt och Nordensvärd och via sitt möderne härstammade från Grubb.
I andra äktenskapet föddes Christoffer Tibell (1729-1786) som var löjtnant verksam i fortifikationen och deltog i pommerska kriget. Han var gift med sin syssling Catharina Elisabeth Nordenfelt. Deras son Gustaf Wilhelm adlades 1805 med namnet af Tibell, introducerad på nummer 2184 samma år, och upphöjdes till friherre 1827 enligt 1809 års regeringsform samt introducerades på nummer 378.
Gustaf Wilhelm af Tibell var gift två gånger. Första hustrun var fransyskan Caroline Marianne de Ferrand vars far var överste i franska armén. De skilde sig 1816. I första äktenskapet föddes bara en son som överlvde spädbarnsåren, Napoleon af Tibell som ogift slöt ätten på svärdssidan 1842. Dottern Marianne Wilhelmina var ogift. Andra hustrun var kusindottern Sofia Albertina Cederling vars mor hette Tibell och vars far var son till ovan nämnda Johan Tibell. I det äktenskapet föddes psalmisten Charlotte Cecilia af Tibell.